# Östra sandar
Östra sandar (även kallad Östra sand) är ett område i norra utkanten av Åhus i Kristianstads kommun i Skåne län. Området utgörs till största del av sommarstugor vid Hanöbuktens strand. Statistiska centralbyrån avgränsade 2015 ett fritidshusområde med 200 fritidshus i Östra sandar.
Norr om Östra sandar ligger Rinkaby skjutfält.

## Befolkningsutveckling
| Befolkningsutvecklingen i Östra sandar 2010–2010               | Befolkningsutvecklingen i Östra sandar 2010–2010 | Befolkningsutvecklingen i Östra sandar 2010–2010 | Befolkningsutvecklingen i Östra sandar 2010–2010 | Befolkningsutvecklingen i Östra sandar 2010–2010 |
| -------------------------------------------------------------- | ------------------------------------------------ | ------------------------------------------------ | ------------------------------------------------ | ------------------------------------------------ |
|                                                                |                                                  |                                                  |                                                  |                                                  |
| År                                                             |                                                  |                                                  | Folkmängd                                        | Areal (ha)                                       |
| 2010                                                           | 2010                                             |                                                  | 59                                               | 24#                                              |
| Anm.: Ny småort 2010. Sammanvuxen med Åhus 2015. # Som småort. |                                                  |                                                  |                                                  |                                                  |

## Vägföreningen
I Östra sandar finns en vägförening vid namn Ö. Täppet och Ö. Sand samfällighetsförening. Samfällighetsföreningen förvaltar över i princip all vägsträcka i Östra täppet och Östra sandar och har totalt cirka 1 400 medlemsfastigheter. Medlemsantalet gör samfälligheten till en av Sveriges största.

## Stugföreningen
I Östra sandar finns även en stugförening vid namn Stugföreningen Östra Sand.